# Houston Rockets 2003-2004
La stagione 2003-04 degli Houston Rockets fu la 37ª nella NBA per la franchigia.
Gli Houston Rockets arrivarono quinti nella Midwest Division della Western Conference con un record di 45-37. Nei play-off persero al primo turno per 4-1 con i Los Angeles Lakers.

## Roster
| N° | Naz.                   | Ruolo | Sportivo              | Anno | Alt. | Peso |
| -- | ---------------------- | ----- | --------------------- | ---- | ---- | ---- |
| 1  | Stati Uniti (bandiera) | A     | Alton Ford            | 1981 | 206  | 125  |
| 2  | Stati Uniti (bandiera) | A     | Maurice Taylor        | 1976 | 206  | 118  |
| 3  | Stati Uniti (bandiera) | G     | Steve Francis         | 1977 | 191  | 88   |
| 5  | Stati Uniti (bandiera) | A     | Cuttino Mobley        | 1975 | 193  | 86   |
| 7  | Stati Uniti (bandiera) | GA    | Adrian Griffin        | 1974 | 196  | 98   |
| 9  | Slovenia (bandiera)    | A     | Boštjan Nachbar       | 1980 | 206  | 100  |
| 11 | Cina (bandiera)        | C     | Yao Ming              | 1980 | 229  | 141  |
| 12 | Stati Uniti (bandiera) | G     | Moochie Norris        | 1973 | 185  | 79   |
| 13 | Stati Uniti (bandiera) | C     | Kelvin Cato           | 1974 | 211  | 116  |
| 21 | Stati Uniti (bandiera) | GA    | Jim Jackson           | 1970 | 198  | 100  |
| 29 | Stati Uniti (bandiera) | G     | Mike Wilks            | 1979 | 178  | 84   |
| 30 | Stati Uniti (bandiera) | A     | Clarence Weatherspoon | 1970 | 198  | 109  |
| 31 | Stati Uniti (bandiera) | G     | Mark Jackson          | 1965 | 185  | 82   |
| 32 | Stati Uniti (bandiera) | A     | Torraye Braggs        | 1976 | 203  | 111  |
| 33 | Stati Uniti (bandiera) | AG    | Charles Oakley        | 1963 | 203  | 102  |
| 35 | Stati Uniti (bandiera) | A     | Scott Padgett         | 1976 | 206  | 109  |
| 52 | Stati Uniti (bandiera) | GA    | Eric Piatkowski       | 1970 | 201  | 98   |

## Staff tecnico
- Allenatore: Jeff Van Gundy
- Vice-allenatori: Steve Clifford, Patrick Ewing, Tom Thibodeau